# Tomosvaryella utahensis
Tomosvaryella utahensis är en tvåvingeart som först beskrevs av Hardy och Frank Hall Knowlton 1939.  Tomosvaryella utahensis ingår i släktet Tomosvaryella och familjen ögonflugor. Inga underarter finns listade i Catalogue of Life.